# 鮎川村 (秋田県)
鮎川村（あゆがわむら）は、秋田県由利郡にあった村。現在の由利本荘市中部、子吉川左岸、由利高原鉄道鳥海山ろく線鮎川駅・黒沢駅周辺にあたる。

## 地理
- 河川：子吉川

## 歴史
- 1889年（明治22年）4月1日 - 町村制の施行により、東鮎川村、黒沢村、南福田村、町村、平石村、堰口村、西沢村の区域をもって発足。
- 1947年（昭和22年）8月12日 - 県内に昭和天皇の戦後巡幸。天皇の行幸が村内に及ぶことはなかったが、村内の篤農家である桜庭政五郎が宿泊所の佐竹邸に呼ばれ「稲作増産と施肥の合理化」について奏上した[1]。
- 1955年（昭和30年）3月1日 - 西滝沢村・東滝沢村と合併して由利村が発足。同日鮎川村廃止。

## 交通

### 鉄道路線
- 日本国有鉄道
  - 矢島線（現・由利高原鉄道鳥海山ろく線）
    - 羽後鮎川駅（現・鮎川駅） - 羽後黒沢駅（現・黒沢駅）

### 道路
- 矢島街道（現・国道108号）